# Parque Skobelev

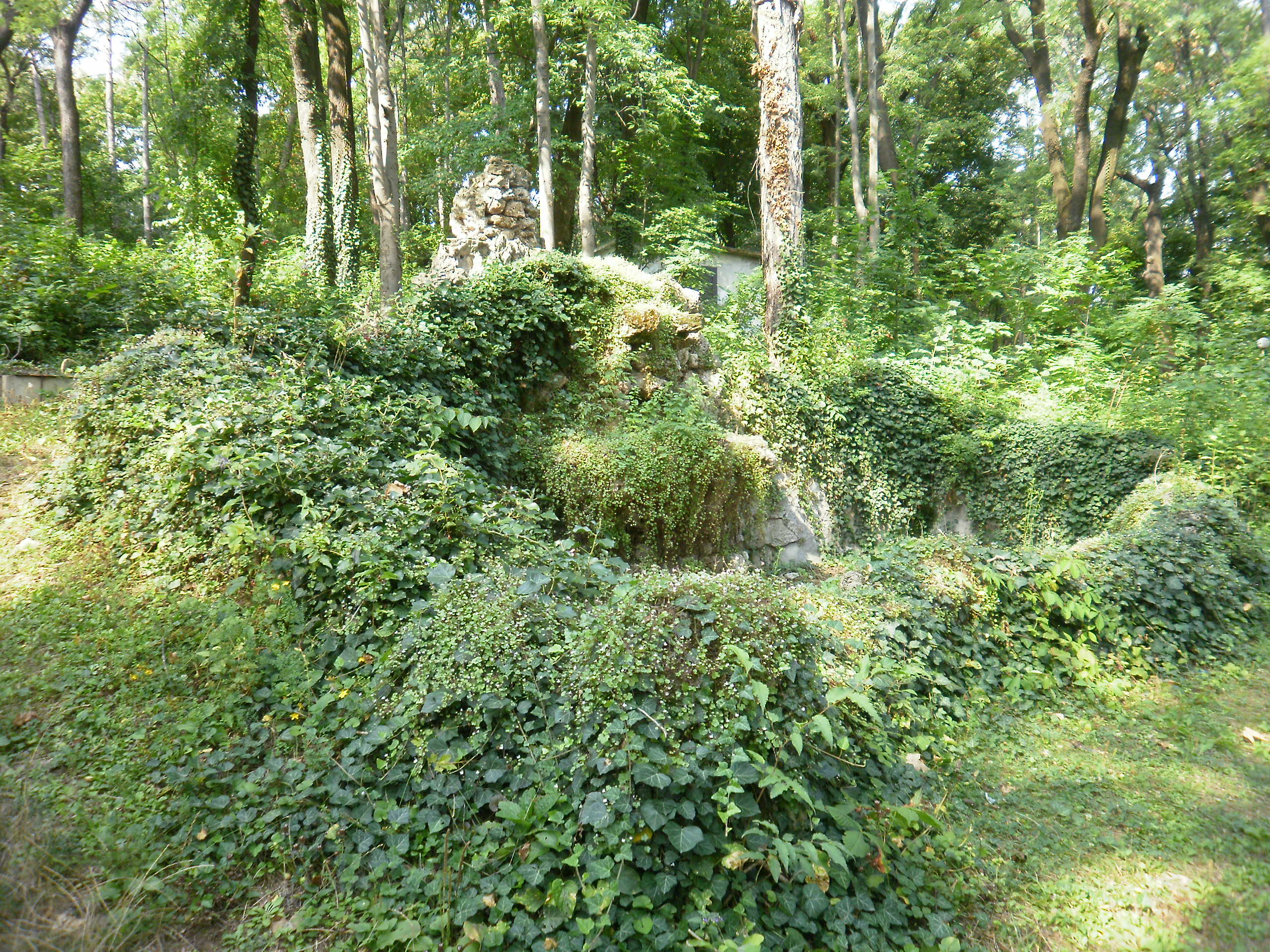
Fotografía de la vegetación del Parque Scobelev en 2018.

El Parque Skobelev (en búlgaro: Скобелев парк) es un parque, museo y cementerio, en las cercanías de Pleven, en Bulgaria. Fue construido entre 1904 y 1907 en el campo de  la batalla del Sitio de Plevna durante la guerra ruso-turca de 1877-1878, concretamente el tercer asalto del general Mikhail Skobelev del 30 de agosto y 11 de septiembre de 1877.
El parque está situado en un valle llamado Martva dolina (Мъртва долина, "Valle de la muerte"), debido a los 6.500 muertos y heridos rusos y rumanos que se produjeron durante la batalla. Sus restos se guardan en nueve fosas comunes y un osario. Decenas de cañones rusos de la guerra están dispuestos en el parque, que es un lugar privilegiado para pasear para los residentes de Pleven.
El Panorama Pleven , otro punto de referencia dedicado a los eventos del sitio de Plevna, se encuentra en el parue de Skobelev.